# Grandchamp (Sarthe)
Grandchamp település Franciaországban, Sarthe megyében. Lakosainak száma 141 fő (2022. január 1.). Grandchamp Louvigny, Thoiré-sous-Contensor, Chérancé és Rouessé-Fontaine községekkel határos.

## Népesség
A település népességének változása:
| Lakosok száma | 159  | 160  | 168  | 156  | 153  | 149  | 146  | 142  | 141  |
|               | 2013 | 2015 | 2016 | 2017 | 2018 | 2019 | 2020 | 2021 | 2022 |